# Victor Heringer
Victor Doblas Heringer (27 de marzo de 1988 - 7 de marzo de 2018) fue un novelista, traductor, cronista y poeta brasileño. Fue ganador del Premio Jabuti de Literatura y es recordado por sus novelas Glória (2012) y O Amor dos Homens Avulsos (2016).

## Biografía
Victor Doblas Heringer nació el 27 de marzo de 1988 en una familia de ascendencia alemana en Río de Janeiro, en el barrio de São Cristóvão, aunque se crio en Nova Friburgo. Graduado en Letras por la Universidad Federal de Río de Janeiro, antes de publicar sus primeros libros trabajó en el Instituto Moreira Salles y en la Fundação Casa de Rui Barbosa después de obtener una beca para esta última. Entre 2014 y 2017 tuvo una columna semanal en la revista Pessoa,  y también escribió periódicamente para la revista Continente, con sede en Pernambuco.
El primer libro de Heringer fue la colección de poesías Automatógrafo, que publicó a través de 7Letras en 2011. Al año siguiente publicó la novela Glória, aclamada por la crítica, en la que aborda la historia de un "artista plástico en busca de una mujer imposible", por la que recibió el prestigioso Prêmio Jabuti en 2013. La segunda novela de Heringer, O Amor dos Homens Avulsos, fue publicada en 2016 de la mano de la editorial Companhia das Letras, y cuenta la historia "de dos chicos que se enamoran, pero su pasión se ve interrumpida por una tragedia". Esta obra fue nominada al Prêmio Rio de Literatura, al Premio São Paulo de Literatura y al Prêmio Oceanos. De acuerdo al autor, el barrio carioca ficticio de Queím, en el que se desarrolla la novela, se inspiró en el barrio de la vida real de Del Castilho, donde solía visitar a su abuela cuando era niño, así como en los recuerdos de su infancia de La Zona Norte de Río en su conjunto.
El último trabajo de Heringer que se publicó durante su vida fue una traducción al portugués de las memorias de 2000 de Loung Ung, First They Killed My Father, que se publicó en Brasil en 2017 a través de HarperCollins. El mismo año, fue incluido por Forbes Brasil en su lista de Forbes 30 Under 30, en la categoría literatura.
A lo largo de la mayor parte de su vida, Heringer luchó contra la depresión. El 7 de marzo de 2018, tres semanas antes de cumplir 30 años, fue encontrado muerto cerca de su apartamento en Copacabana luego de un aparente suicidio. El 9 de junio de 2018, su editorial Companhia das Letras anunció que, como homenaje a él, reeditarían todas sus obras. La editorial ya había vuelto a publicar su primera novela Glória unos meses antes, y se anunció originalmente que se publicaría una antología completa de sus poemas, que contenía piezas inéditas. En una de sus últimas entrevistas, de octubre de 2017, afirmó que estaba trabajando en una tercera novela, inspirada en sus viajes por Sudamérica, India e Indonesia.
Una colección póstuma que contiene setenta de sus crónicas, Vida Desinteressante, fue publicada por Companhia das Letras en 2021; y fue nominada para otro Prêmio Jabuti al año siguiente. O Amor dos Homens Avulsos ha sido traducida al inglés, al español, al catalán y al italiano.

## Obras
- Automatógrafo (2011), poesía
- Glória (2012), novela
- O Amor dos Homens Avulsos (2016), novela
- Vida Desinteressante (2021; póstumo), crónicas